# Colanthelia macrostachya
Colanthelia macrostachya är en gräsart som först beskrevs av Christian Gottfried Daniel Nees von Esenbeck, och fick sitt nu gällande namn av Mcclure. Colanthelia macrostachya ingår i släktet Colanthelia, och familjen gräs. Inga underarter finns listade i Catalogue of Life.